# ملال
در روان‌شناسی، احساس ناخوشایندی یا ناراحتی و حالتی از خُلق با مشخصهٔ غمگینی و نارضایتی و گاهی بی‌قراری و بی‌تفاوتی به محیط را مَلال (dysphoria) می‌گویند. فرد دچار ملال را نیز مَلول (dysphoric) می‌گویند.
نشانه‌های ملال در جریان افسردگی و اضطراب مشاهده می‌شود. ملال ممکن است بر اثر رویدادهای تلخ در زندگی فرد پدید آید (مثل از دست دادن عزیزان)، اما ممکن است دلیل پزشکی داشته باشد و در پی تأثیرات داروها به‌وجود آید.
ملال به خودی خود یک بیماری به‌شمار نمی‌آید اما احساس ملال درازمدت و عمیق می‌تواند نشانه‌ای از افسردگی باشد.
در نقطه مقابل ملال، سرخوشی euphoria قرار داد که شادمانی و خرسندی‌ای است که وضعیت واقعی خُلق‍ی فرد نیست.
گاه افراد دچار ملال و سرخوشی متناوب هستند و برای نمونه وقتی تمایلات توجه‌طلبانه آنها ارضاء می‌شود چنان خوشحال هستنند که حدی ندارد و در محیطی که توجه کافی به آنها نمی‌شود ملول می‌شوند.

## ملال پیش از قاعدگی
اختلال ملال پیش از قاعدگی یک هفته پیش از عادت ماهیانه (مرحله لوتئال) روی می‌دهد. و با خلق افسرده، اضطراب، تحریک‌پذیری، رخوت، اختلالات خواب مشخص می‌شود.

## ملال جنسیتی
احساس نارضایتی از جنسیت زیست‌شناختی، ملال جنسیتی نامیده می‌شود. ترجیح دادن نقش جنس مخالف توسط یک فرد و این احساس که با جنسیت اشتباه به دنیا آمده است ممکن است ملال جنسیتی به بار آورد.